# The Concert (or The Peril of Everybody)
The Concert (or The Peril of Everybody) est un ballet en un acte du chorégraphe américain Jerome Robbins créé en 1956 pour le New York City Ballet sur des musiques de Frédéric Chopin. Qualifié de loufoque, il a pour trame les réactions de personnes présentes dans le public lors d'un récital de piano.
Initialement assez mal accueilli par la critique et rencontrant un succès mitigé, il fait ensuite consensus comme l'un des ballets les plus amusants.

## Analyse

### Un ballet comique au message universel
Ballet unique en son genre, The Concert met en scène des personnages excentriques lors d'un récital de piano. Jerome Robbins explique que l'un des plaisirs ressentis à un concert est de « s'égarer en écoutant la musique, des images mentales se formant inconsciemment, (...) ces rêveries sont influencées par la musique elle-même ».
Jerome Robbins a l'idée de ces rêveries engendrées par la musique plusieurs années auparavant, pour un ballet intitulé Nineteen Days to Go, mais ce projet n'aboutit pas. Il reprend l'idée pour The Concert, autour d'un festival de piano consacré à Frédéric Chopin, avec comme musique : La Polonaise Militaire, Berceuse, Prélude, op. 28 n°18, n°16, n°7, n°4, La valse minute, Mazurka en sol majeur, Ballade no 3.
Jerome Robbins conçoit ce ballet loufoque alors qu'il travaille en parallèle à son chef-d'œuvre bien plus sombre West Side Story. Lors de la première, le programme indique des morceaux de Chopin aux sobriquets fantaisistes tels que La valse minute et L'Étude Papillon. Il s'agit en fait d'un récital  « cauchemardesque » où les personnages constituent le lien entre différentes situations provoquées par les morceaux joués au piano. Au delà des pitreries des personnages, The Concert a pour sujet les faiblesses humaines au travers de la galerie de ses personnages : « un garçon timide, une fille dure, deux commères qui fouillent dans leur sac à main à des moments inopportuns, un mélomane sérieux, un mari et sa femme qui se paient la tête de l'un ou de l'autre... ».

### Réception critique
John Martin, critique au New York Times, parle en 1956 d' « un ballet qui aurait pu être la chose la plus drôle de l'époque moderne », mais qui est victime de sa longueur et ses propres excès, avec des jeux de lumières davantage adaptés à un show de Broadway, et des blagues ringardes. Si les costumes sont qualifiés de « grotesques », les danseurs sont jugés excellents.
Par la suite, les critiques du New York Times sont plus consensuelles, évoquant en 1971 « le spectacle le plus amusant actuellement joué à Broadway »,,,. Au XXIe siècle, The Concert est perçu comme « espiègle, tendre, volontairement kitsch », un « bijou de légèreté », voire « le ballet le plus amusant de tous les temps ».

## Interprétations

### Création
The Concert est créé à New York le 6 mars 1956 au New Yor City Center of Music and Drama. Les décors  et éclairages sont de Jean Rosenthal  et les costumes d'Irene Sharaff. Nicholas Kopeikine est au piano, la direction d'orchestre est assurée par Hugo Fiorato. La musique est arrangée par Hershy Kay. Les danseurs sont Tanaquil Le Clercq, Todd Bolender (en), Yvonne Mounsey (en), Robert Barnett, Wilma Curley, John Mandia, Shaun O'Brien, Patricia Savoia et Richard Thomas (en).
Jerome Robbins fait évoluer rapidement le ballet, supprimant en particulier le rôle d'une « romantique fofolle enivrée de musique », créée par Tanaquil Le Clercq qui est alors sa muse et est victime de la poliomyélite à la fin de l'année 1956.

### Reprises
Rencontrant initialement assez peu de succès, The concert n'est pas joué entre 1958 et 1971. À partir de cette date et  sans être un incontournable du répertoire du New York City Ballet, il est repris régulièrement par la compagnie. Lors de la reprise en 1971, de nouveaux décors sont réalisés par Saul Steinberg et les lumières assurées par Ronald Bates (en).
Ce ballet est par la suite inscrit au répertoire de compagnies  américaines : The Boston Ballet (2017), The Houston Ballet (2019), The Kansas City Ballet (2004), The Pacific Northwest Ballet (en) (2007), The San Francisco Ballet (1988). The Concert est également joué dans d'autres pays par The Australian Ballet (2008), le Ballet de l'Opéra national de Paris (1992), The Royal Ballet (1975), le Théâtre d'opéra et de ballet de Perm (2007), le Théâtre académique musical de Moscou (2015), le Ballet national de Vienne (2021), L'Opéra national Capitole Toulouse (2023).